# Казансколопатинское сельское поселение
Казансколопатинское сельское поселение — муниципальное образование в Верхнедонском районе Ростовской области. 
Административный центр поселения — хутор Казанская Лопатина.

## История
В 1996 году упразднён хутор Ромашка.

## Административное устройство
В состав Казансколопатинского сельского поселения входят:
- хутор Казанская Лопатина,
- хутор Ереминский,
- хутор Колодезный,
- хутор Сухой Лог.

## Население
| 2010 | 2012 | 2013 | 2014 | 2015 | 2016 | 2017 |
| ---- | ---- | ---- | ---- | ---- | ---- | ---- |
| 507  | ↘481 | ↘475 | ↘458 | ↘447 | ↘436 | ↘421 |
| 2018 | 2019 | 2020 | 2021 |      |      |      |
| ↘396 | ↘375 | ↘352 | ↘341 |      |      |      |